# Nambour
Nambour – miasto w Australii, w stanie Queensland.